# Aiyura
El Valle de Aiyura es el nombre de un valle situado en las montañas del este de Papúa Nueva Guinea, administrativamente hace parte de la provincia de Tierras Altas Orientales. Es el sitio donde se localiza la Estación de Investigación Agrícola Aiyura, que fue creada originalmente como la "Estación Experimental Agrícola de las Tierras Altas, Aiyura" y que funciona a partir de 1936.